# راشد الموينع
راشد الموينع لاعب كرة قدم سعودي يلعب حالياً في نادي الاعتماد كحارس مرمى، .
لعب في نادي الفيحاء ونادي الإعتماد.